# Gwiazda żelazna
Gwiazda żelazna – hipotetyczny typ gwiazd, składający się wyłącznie z żelaza, który mógłby powstać we Wszechświecie za 101500 lat, gdyby protony były absolutnie trwałe.
Zakładając, że rozszerzanie Wszechświata będzie zachodzić w nieskończoność (na co wskazują obserwacje – por. śmierć cieplna Wszechświata) oraz że rozpad protonu nie zachodzi lub jest niezwykle wolny (co nie zgadza się z obecnymi poglądami), Freeman Dyson doszedł do wniosku, że cała materia Wszechświata osiągnie zerową temperaturę, co może nastać za około 1065 lat.
Pomimo tego nadal zachodziłyby zarówno reakcje chemiczne, jak jądrowe, co powodowałoby, iż cała materia gwiazd powoli zamieniałaby się w żelazo-56, które jest najbardziej stabilnym pierwiastkiem chemicznym. Pierwiastki cięższe od żelaza będą się stopniowo rozpadać poprzez procesy rozszczepienia i rozpadu alfa, pierwiastki lżejsze od żelaza będą powoli łączyły się w procesie fuzji (zimnej fuzji) także w atomy żelaza. Gwiazdy żelazne miałyby strukturę białych karłów. Szacuje się, że taki proces może trwać 101500 lat.
Następnie, po czasie oszacowanym na {\displaystyle 10^{10^{76}}} lat, żelazne białe karły zapadłyby się w wyniku kwantowego tunelowania do gwiazd neutronowych. Należy też wziąć pod uwagę czarne dziury, których powstawanie może zajmować czas zbliżony do powstawania gwiazd neutronowych, jeżeli czarne dziury muszą mieć przynajmniej masę Chandrasekhara, ale może też zajmować tylko {\displaystyle 10^{10^{26}}} lat, jeżeli najlżejsze możliwe czarne dziury mają masę Plancka (co Dyson uważa za najbardziej prawdopodobne), a nawet stosunkowo krótko, jeśli czarne dziury mogą mieć dowolnie małą masę.